# Eisenbahnunfall von Ibadan (1952)
Bei dem Eisenbahnunfall von Ibadan kollidierte 34 km südlich von Ibadan, Nigeria, am 15. Oktober 1952 schweres Gerät mit einem nachfolgenden Personenzug. Mehr als 34 Menschen starben.

## Ausgangslage
Ein Güterzug war entgleist. Ein Hilfszug wurde zu der Unfallstelle geschickt, um die entgleisten Fahrzeuge wieder aufzugleisen. Am Zugschluss führte er dazu einen Bergekran mit.

## Unfallhergang
Während der Fahrt löste sich die Kupplung zwischen Kran und Zug und der Kran rollte rückwärts in einem etwa fünf Kilometer langen Gefälle zurück. Dort kollidierte er mit einem folgenden Personenzug, wobei dessen erster Wagen zerstört und dessen zweiter und dritter Wagen ineinander geschoben wurden.

## Folgen
Mehr als 34 Menschen starben. Die Bergungsarbeiten gestalteten sich schwierig, weil der nächste, einsatzfähige Bergekran erst aus einer Entfernung von 1.600 km herangefahren werden musste.